# Ardon Jashari
Ardon Jashari (Cham, 30 luglio 2002) è un calciatore svizzero, centrocampista del Milan e della nazionale svizzera.

## Biografia
Nato a Cham, in Svizzera, da una famiglia albanese proveniente dalla regione del Polog, in Macedonia del Nord.
Anche suo cugino Lindon Selahi è un calciatore professionista, militante nel Widzew Łódź.

## Caratteristiche tecniche
Di ruolo centrocampista, gioca prevalentemente da mediano, ma se per la sua duttilità può essere schierato anche come mezz'ala. Centrocampista d'impostazione, spesso trova la via dell'assist tramite passaggi filtranti che mandano in porta l'attaccante.

## Carriera

### Club

#### Lucerna
Dopo aver mosso i primi passi al Baar prima e allo Zugo poi, cresce nel settore giovanile del Lucerna, venendo inizialmente aggregato al Lucerna II con cui gioca tre anni totalizzando 6 gol in 25 presenze nel campionato di 1ª Lega. Esordisce in prima squadra il 31 luglio 2020, nella partita di campionato vinta per 2-1 contro lo Zurigo. Il 27 gennaio 2022 prolunga il proprio contratto fino al 2025; al termine della stagione lo estende di un'ulteriore annata. Nel 2023-2024 debutta nelle competizioni europee nei turni preliminari di UEFA Europa Conference League contro il Djurgården (1-1). Termina la sua esperienza a Lucerna con 102 presenze condite da 9 reti in tutte le competizioni.

#### La stagione al Club Bruges
Nell'aprile 2024 viene ufficializzato il suo acquisto da parte del Club Bruges, in Pro League, per 6 milioni di euro, con decorrenza a partire dal 1° luglio 2025. Nella stagione 2024-2025, l'unica della sua carriera a Bruges, totalizza 35 presenze in campionato mettendo a segno 3 gol, aggiudicandosi il premio di miglior giocatore del torneo. Inoltre, il 4 maggio 2025 vince la Coppa del Belgio, segnando un gol in 6 partite. In UEFA Champions League gioca 11 match senza gol tra fase campionato ed eliminazione diretta.

#### Milan
Dopo una lunga trattativa, il 6 agosto 2025 viene acquistato a titolo definitivo dal Milan, in Serie A, per una cifra complessiva di 39 milioni di euro, firmando un contratto quinquennale. Debutta con i rossoneri il 17 agosto successivo, entrando dalla panchina nella gara di Coppa Italia vinta 2-0 contro il Bari.

### Nazionale
Ha giocato con la Svizzera under 21.
Il 27 settembre 2022 il CT Murat Yakın lo fa esordire in nazionale maggiore nel successo per 2-1 contro la Rep. Ceca in UEFA Nations League.
Viene convocato per il campionato del mondo 2022 in Qatar, dove scende in campo nell'ottavo di finale perso 6-1 contro il Portogallo.
Riceve la convocazione anche al campionato d'Europa 2024 in Germania, dove però non scende mai in campo.

## Statistiche

### Presenze e reti nei club
Statistiche aggiornate al 17 agosto 2025.
| Stagione          | Squadra           | Campionato        | Campionato | Campionato | Coppe nazionali | Coppe nazionali | Coppe nazionali | Coppe continentali | Coppe continentali | Coppe continentali | Altre coppe | Altre coppe | Altre coppe | Totale | Totale |
| Stagione          | Squadra           | Comp              | Pres       | Reti       | Comp            | Pres            | Reti            | Comp               | Pres               | Reti               | Comp        | Pres        | Reti        | Pres   | Reti   |
| ----------------- | ----------------- | ----------------- | ---------- | ---------- | --------------- | --------------- | --------------- | ------------------ | ------------------ | ------------------ | ----------- | ----------- | ----------- | ------ | ------ |
| 2019-2020         | Lucerna II        | 1L                | 2          | 0          | -               | -               | -               | -                  | -                  | -                  | -           | -           | -           | 2      | 0      |
| 2020-2021         | Lucerna II        | 1L                | 10         | 3          | -               | -               | -               | -                  | -                  | -                  | -           | -           | -           | 10     | 3      |
| 2021-2022         | Lucerna II        | 1L                | 13         | 3          | -               | -               | -               | -                  | -                  | -                  | -           | -           | -           | 13     | 3      |
| Totale Lucerna II | Totale Lucerna II | Totale Lucerna II | 25         | 6          |                 | -               | -               |                    | -                  | -                  |             | -           | -           | 25     | 6      |
| giu.-ago. 2020    | Lucerna           | SL                | 2          | 0          | CS              | 0               | 0               | -                  | -                  | -                  | -           | -           | -           | 2      | 0      |
| 2020-2021         | Lucerna           | SL                | 0          | 0          | CS              | 0               | 0               | -                  | -                  | -                  | -           | -           | -           | 0      | 0      |
| 2021-2022         | Lucerna           | SL                | 19         | 2          | CS              | 2               | 0               | -                  | -                  | -                  | -           | -           | -           | 21     | 2      |
| 2022-2023         | Lucerna           | SL                | 34         | 1          | CS              | 3               | 0               | -                  | -                  | -                  | -           | -           | -           | 37     | 1      |
| 2023-2024         | Lucerna           | SL                | 36         | 5          | CS              | 3               | 1               | UECL               | 3                  | 0                  | -           | -           | -           | 42     | 6      |
| Totale Lucerna    | Totale Lucerna    | Totale Lucerna    | 91         | 8          |                 | 8               | 1               |                    | 3                  | 0                  |             | -           | -           | 102    | 9      |
| 2024-2025         | Club Bruges       | D1                | 35         | 3          | CB              | 6               | 1               | UCL                | 11                 | 0                  | -           | -           | -           | 52     | 4      |
| 2025-2026         | Milan             | A                 | 0          | 0          | CI              | 1               | 0               | -                  | -                  | -                  | SI          | 0           | 0           | 1      | 0      |
| Totale carriera   | Totale carriera   | Totale carriera   | 151        | 17         |                 | 15              | 2               |                    | 14                 | 0                  |             | -           | -           | 180    | 19     |

### Cronologia presenze e reti in nazionale
| Cronologia completa delle presenze e delle reti in nazionale ― Svizzera | Cronologia completa delle presenze e delle reti in nazionale ― Svizzera | Cronologia completa delle presenze e delle reti in nazionale ― Svizzera | Cronologia completa delle presenze e delle reti in nazionale ― Svizzera | Cronologia completa delle presenze e delle reti in nazionale ― Svizzera | Cronologia completa delle presenze e delle reti in nazionale ― Svizzera | Cronologia completa delle presenze e delle reti in nazionale ― Svizzera | Cronologia completa delle presenze e delle reti in nazionale ― Svizzera |
| Data                                                                    | Città                                                                   | In casa                                                                 | Risultato                                                               | Ospiti                                                                  | Competizione                                                            | Reti                                                                    | Note                                                                    |
| ----------------------------------------------------------------------- | ----------------------------------------------------------------------- | ----------------------------------------------------------------------- | ----------------------------------------------------------------------- | ----------------------------------------------------------------------- | ----------------------------------------------------------------------- | ----------------------------------------------------------------------- | ----------------------------------------------------------------------- |
| 27-9-2022                                                               | San Gallo                                                               | Svizzera                                                                | 2 – 1                                                                   | Rep. Ceca                                                               | UEFA Nations League 2022-2023 - 1º turno                                | -                                                                       | 93’                                                                     |
| 6-12-2022                                                               | Lusail                                                                  | Portogallo                                                              | 6 – 1                                                                   | Svizzera                                                                | Mondiali 2022 - Ottavi di finale                                        | -                                                                       | 89’                                                                     |
| 7-6-2025                                                                | Salt Lake City                                                          | Messico                                                                 | 2 – 4                                                                   | Svizzera                                                                | Amichevole                                                              | -                                                                       | 46’                                                                     |
| 10-6-2025                                                               | Nashville                                                               | Stati Uniti                                                             | 0 – 4                                                                   | Svizzera                                                                | Amichevole                                                              | -                                                                       | 84’                                                                     |
| Totale                                                                  |                                                                         | Presenze                                                                | 4                                                                       |                                                                         | Reti                                                                    | 0                                                                       |                                                                         |

## Palmarès

### Club

#### Competizioni nazionali
- Coppa del Belgio: 1

Club Bruges: 2024-2025